# هیساو سکیگوچی
هیساو سکیگوچی (به انگلیسی: Hisao Sekiguchi) بازیکن فوتبال اهل ژاپن و عضو تیم ملی فوتبال ژاپن است که در تاریخ ۲۳ مه ۱۹۷۸ میلادی اولین بازی ملی‌اش را انجام داد. او در ۳ بازی ملی حضور داشت و آخرین بازی ملی خود را در تاریخ ۲۶ ژوئیه ۱۹۷۸ میلادی انجام داد. هیساو سکیگوچی در بازی‌های ملی‌اش
۱ گل به ثمر رساند.